# Camus China Masters
Camus China Masters — пригласительный снукерный турнир, имевший место лишь однажды, в сезоне 1986/87 (Шанхай, Китай). Турнир был организован компанией Matchroom Sport Бэрри Хирна при поддержке винодельческой компании Camus (Камю). В турнире приняли участие трое игроков мэйн-тура: Стив Дэвис, Деннис Тейлор, Терри Гриффитс, а также трое местных игроков. Победителем стал Стив Дэвис, переигравший в финале Терри Гриффитса со счётом 3:0.

## Победители
| Сезон   | Победитель | Финалист       | Счёт | Приз победителю | Спонсор |
| ------- | ---------- | -------------- | ---- | --------------- | ------- |
| 1986/87 | Стив Дэвис | Терри Гриффитс | 3:0  | нет данных      | Camus   |